# Debiut

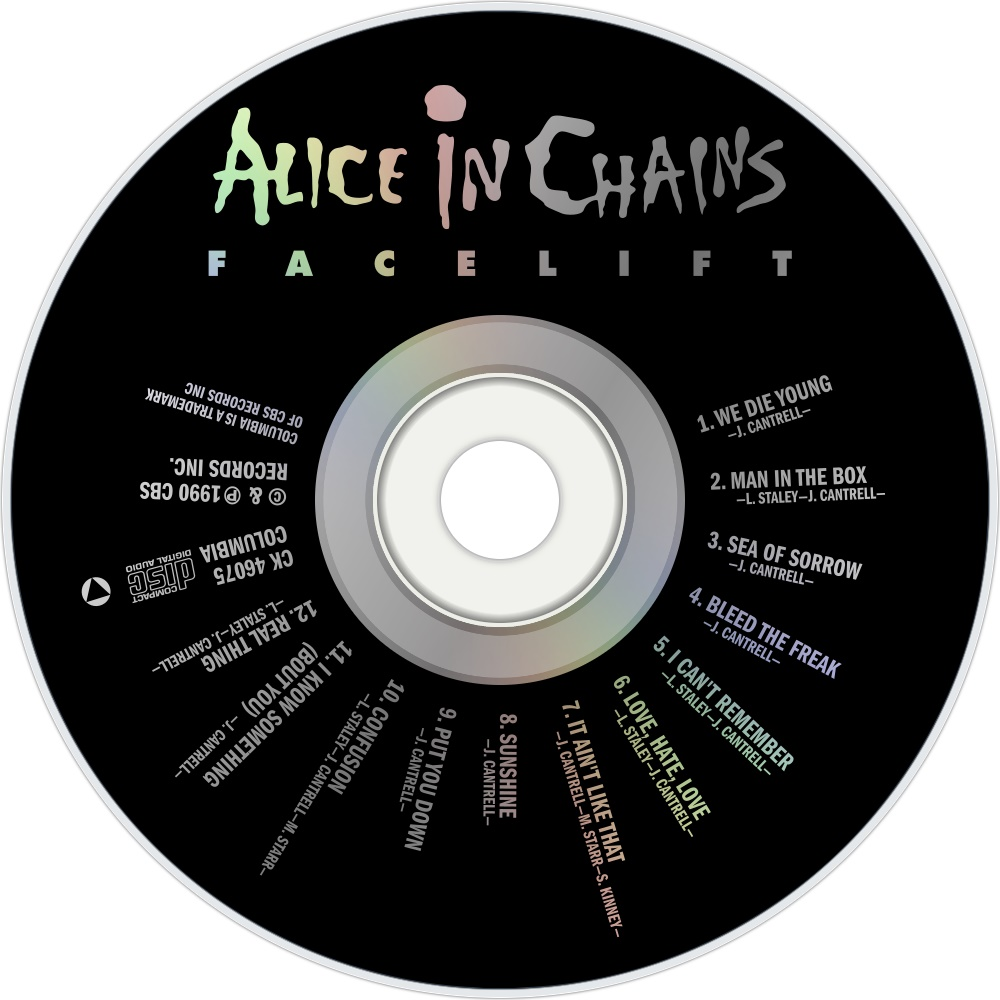
Debiutancki album amerykańskiego zespołu muzycznego Alice in Chains

Debiut (fr. début – pierwszy rzut) – pierwsze publiczne wystąpienie w jakiejś dziedzinie, zwykle oznaczające rozpoczęcie kariery zawodowej; w kulturze i sztuce pierwsze dzieło jakiejś osoby – debiutanta.
W literaturze debiut oznacza na przykład pierwszy wydany utwór danego autora lub zespołu autorskiego. W kulturze i sztuce jako debiut uznać można pierwsze dzieło (np. rzeźba, obraz, album muzyczny) autora lub zespołu autorskiego. W filmie i teatrze debiut, w określeniu do aktorów, oznacza pierwszy występ w jakimś przedstawieniu (np. w spektaklu), oznaczający rozpoczęcie kariery zawodowej, a w odniesieniu do reżyserów – pierwsze wyreżyserowane przez określoną osobę przedstawienie.
Sportowy debiut to pierwszy w karierze występ w jakichś zawodach. Szczególnym przykładem jest debiut olimpijski, który w odniesieniu do sportowca oznacza pierwszy start w igrzyskach olimpijskich, w odniesieniu do państwa – pierwsze wystawienie przez narodowy komitet olimpijski reprezentacji na imprezę tej rangi, a w odniesieniu do dyscypliny czy konkurencji sportowej – jej pierwsze włączenie do programu igrzysk olimpijskich. Debiutem określany jest również pierwszy występ w innych zawodach sportowych, np. w mistrzostwach świata czy Pucharze Świata.
Debiut towarzyski jest rozpoczęciem typowego życia publicznego, oficjalnym wprowadzeniem do towarzystwa.
Debiutem giełdowym określa się pierwszy dzień notowań, w którym akcje danej spółki są przedmiotem publicznego obrotu na rynku wtórnym.
Debiutem szachowym, inaczej: otwarciem, nazywamy pierwsze ruchy, początkową fazę partii szachowej, po której zaczyna się gra środkowa.  